# Feldgehölze und Wälder im Raum Pritzier
Feldgehölze und Wälder im Raum Pritzier este o arie protejată (arie specială de conservare — SAC, sit de importanță comunitară — SCI) din Germania întinsă pe o suprafață de 273 ha, integral pe uscat.

## Localizare
Centrul sitului Feldgehölze und Wälder im Raum Pritzier este situat la coordonatele 53°22′15″N 11°03′18″E / 53.3708°N 11.055°E.

## Înființare
Situl Feldgehölze und Wälder im Raum Pritzier a fost declarat sit de importanță comunitară în decembrie 1999 pentru a proteja 3 specii de animale. Situl a fost protejat și ca arie specială de conservare în august 2016.

## Biodiversitate
Situată în ecoregiunea continentală, aria protejată conține 5 habitate naturale: Lacuri eutrofice naturale cu vegetație de tip Magnopotamion sau Hydrocharition, Cursuri de apă de la nivel de câmpie la nivel montan, cu vegetație Ranunculion fluitantis și Callitricho-Batrachion, Păduri de fag Luzulo-Fagetum, Păduri de fag Asperulo-Fagetum, Păduri aluvionare cu Alnus glutinosa și Fraxinus excelsior (Alno-Padion, Alnion incanae, Salicion albae).
La baza desemnării sitului se află mai multe specii protejate de  nevertebrate (3): croitorul mare al stejarului (Cerambyx cerdo), Osmoderma eremita, Vertigo moulinsiana